# Rachicerus galloisi
Rachicerus galloisi är en tvåvingeart som beskrevs av Seguy 1948. Rachicerus galloisi ingår i släktet Rachicerus och familjen vedflugor. Inga underarter finns listade i Catalogue of Life.